# Saurauia pedunculata
Saurauia pedunculata är en tvåhjärtbladig växtart som beskrevs av William Jackson Hooker. Saurauia pedunculata ingår i släktet Saurauia och familjen Actinidiaceae. Inga underarter finns listade i Catalogue of Life.